# South Africa International 2024
Die South Africa International 2024 im Badminton fanden vom 28. November bis zum 1. Dezember 2024 in Kapstadt statt.

## Sieger und Platzierte
| Disziplin    | Gold                          | Silber                                   | Bronze                         |
| ------------ | ----------------------------- | ---------------------------------------- | ------------------------------ |
| Herreneinzel | Ben Hammond                   | Lucas Douce                              | Maxim Grinblat                 |
| Herreneinzel | Ben Hammond                   | Lucas Douce                              | mahd Shaikh                    |
| Dameneinzel  | Johanita Scholtz              | Gianna Stiglich                          | Khadijah Kawthar               |
| Dameneinzel  | Johanita Scholtz              | Gianna Stiglich                          | Nabiha Shariff                 |
| Herrendoppel | Matthew Abela Maxim Grinblat  | Dorian James Robert Summers              | Melvin Appiah Tejraj Pultoo    |
| Herrendoppel | Matthew Abela Maxim Grinblat  | Dorian James Robert Summers              | Caden Kakora Ryan Armand Swart |
| Damendoppel  | Amy Ackerman Deidre Laurens   | Hasini Ambalangodage Hasara Wijayarathne | Vilina Appiah Tiya Bhurtun     |
| Damendoppel  | Amy Ackerman Deidre Laurens   | Hasini Ambalangodage Hasara Wijayarathne | Chloe Lai Yiwen Li             |
| Mixed        | Caden Kakora Johanita Scholtz | Robert Summers Anri Schoonees            | Amer Mohammed Nabiha Shariff   |
| Mixed        | Caden Kakora Johanita Scholtz | Robert Summers Anri Schoonees            | Miguel Vigario Chloe Lai       |